# Max Burckhard
Max Eugen Burckhard (14. juli 1854 i Korneuburg—16. marts 1912) var en østrigsk jurist, publicist og teaterdirektør.